# Xã Pocono, Quận Monroe, Pennsylvania
Xã Pocono (tiếng Anh: Pocono Township) là một xã thuộc quận Monroe, tiểu bang Pennsylvania, Hoa Kỳ. Năm 2010, dân số của xã này là 11.065 người.